# Người Mỹ gốc Việt
Người Mỹ gốc Việt (tiếng Anh: Vietnamese Americans) là những người định cư tại Hoa Kỳ có nguồn gốc người Việt. Với tổng dân số được ước tính hiện nay hơn 2,2 triệu người, họ chiếm khoảng một nửa dân số người Việt hải ngoại trên thế giới. Theo số liệu của Migration Policy Institute, Viện Nghiên cứu về Chính sách Di dân, thì trong số đó có khoảng 116 nghìn người cư trú bất hợp pháp. Họ cũng là cộng đồng dân tộc gốc Á lớn thứ tư tại Hoa Kỳ, sau người Mỹ gốc Hoa, người Mỹ gốc Ấn, và người Mỹ gốc Philippines.
Phần lớn người Việt di cư đến Hoa Kỳ kể từ sau sự kiện 30 tháng 4 năm 1975, với những người nhập cư đầu tiên là những người tị nạn từ Việt Nam Cộng hòa được chính phủ Hoa Kỳ di tản. Tiếp theo là những thuyền nhân vượt biên ra nước ngoài bằng đường biển. Kể từ thập niên 1990, những người Việt định cư vào Hoa Kỳ chủ yếu là để đoàn tụ gia đình. Người Mỹ gốc Việt bắt đầu hòa nhập vào xã hội Hoa Kỳ và trở thành một cộng đồng dân tộc thiểu số đáng kể tại quốc gia này.

## Lịch sử

### Đợt thứ nhất

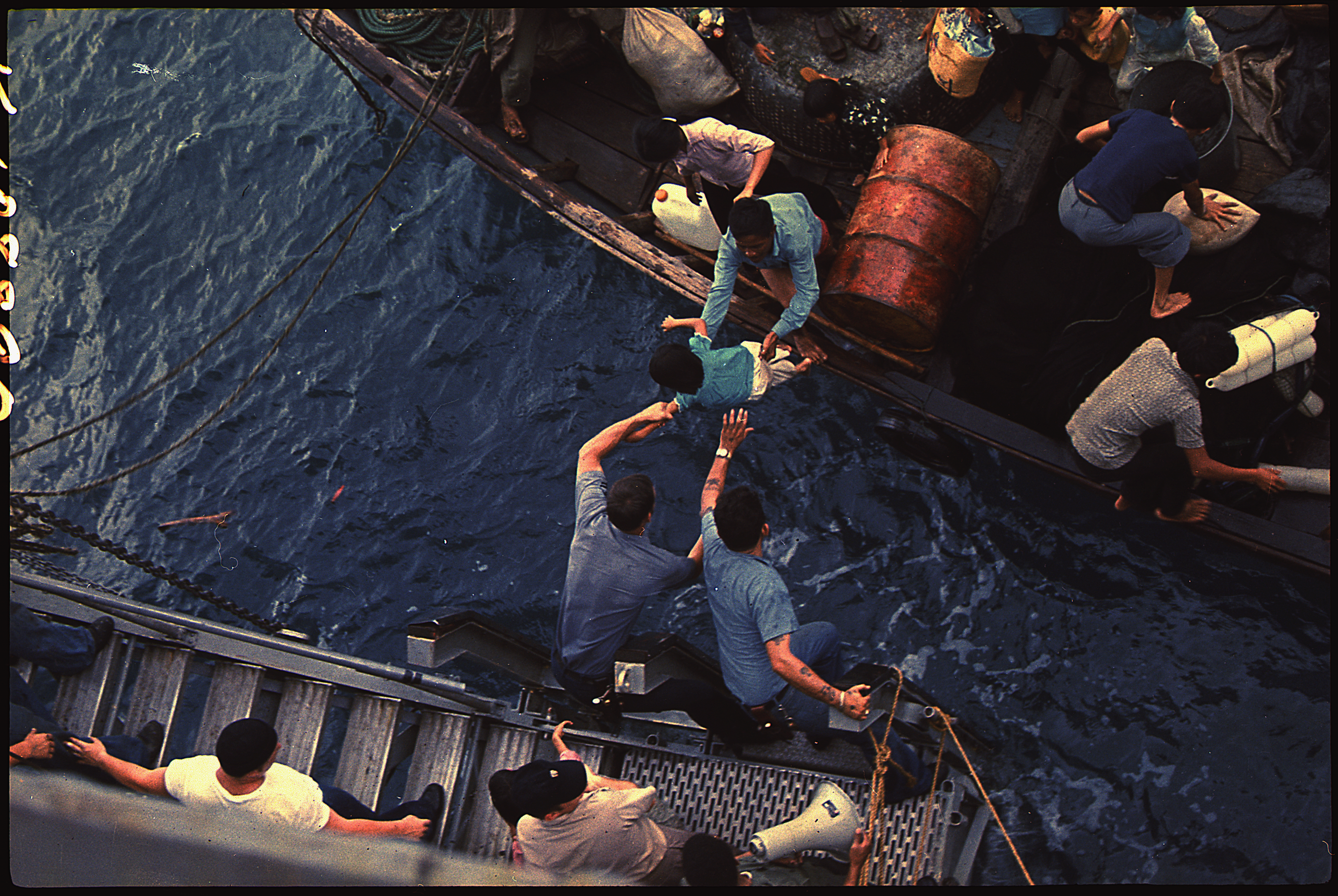
Thủy thủ đoàn của USS Durham (LKA-114) cứu người tị nạn Việt Nam trên một chiếc sà lan vào năm 1975.

Lịch sử của người Mỹ gốc Việt chỉ mới diễn ra gần đây trong khoảng mấy mươi năm gần đây. Trước 1975, những người Việt tại Mỹ là vợ hoặc con của những người lính Mỹ tham chiến tại Việt Nam hoặc là học sinh, thương gia đến định cư ở Mỹ, ước tính khoảng từ 15.000 đến 18.000 người. Hồ sơ  chỉ ra rằng một số người Việt Nam  đã đến và làm công việc chân tay vào cuối thế kỷ 19 và đầu thế kỷ 20. Theo Sở Di trú và Nhập tịch, 650 người Việt Nam đã đến với tư cách là người nhập cư trong khoảng thời gian từ năm 1950 đến năm 1974, nhưng con số này không bao gồm sinh viên, nhà ngoại giao và thực tập sinh quân sự Sau khi chính phủ Việt Nam Cộng hòa sụp đổ sau sự kiện 30 tháng 4 năm 1975, kết thúc Chiến tranh Việt Nam, làn sóng tị nạn đầu tiên bắt đầu. Vì lo sợ bị chính quyền mới trả thù, làn sóng người đầu tiên rời Việt Nam vào mùa xuân năm 1975 gồm khoảng 125.000, đa số là gia đình quân nhân của Việt Nam Cộng hòa, dân thị thành, thành phần có học thức hoặc có công tác với quân đội Hoa Kỳ. Họ được chính phủ Hoa Kỳ vận chuyển bằng máy bay đến những căn cứ tại Philippines và Guam, và sau đó được di chuyển đến những trung tâm tị nạn khắp nước Mỹ.
Những người tị nạn này, lúc đầu không nhận được sự hoan nghênh của dân chúng Hoa Kỳ; một cuộc thăm dò ý kiến vào năm 1975 cho thấy chỉ có 36% người dân Hoa Kỳ chấp nhận việc nhập cư của người Việt qua nước họ. Tuy vậy, Tổng thống Gerald Ford và những viên chức khác ủng hộ họ một cách mạnh mẽ bằng việc thông qua Đạo luật Di trú và Người Tị nạn Đông Dương (Indochina Migration and Refugee Act) trong năm 1975, cho phép họ nhập cư đến Hoa Kỳ bằng một vị thế đặc biệt. Những người Việt tị nạn được bố trí định cư rải rác khắp nước để giảm thiểu tác động của họ đối với những cộng đồng địa phương và hạn chế sự hình thành những khu vực tập trung dân tộc thiểu số. Tuy thế, trong vài ba năm thì hầu hết người Việt tị nạn đã tái định cư tại California và Texas, khiến hai tiểu bang này có dân số người Mỹ gốc Việt cao hơn cả.
Ở trại Chaffee nơi tạm cư của người tỵ nạn năm 1975 có tấm bia ghi sự kiện này:
| “ | Để tìm cuộc sống mới, 50.809 người tỵ nạn từ Đông Dương đã đến Trại Chaffee này từ 2 tháng 5 đến 20 tháng 12 năm 1975 | ” |

### Đợt thứ hai

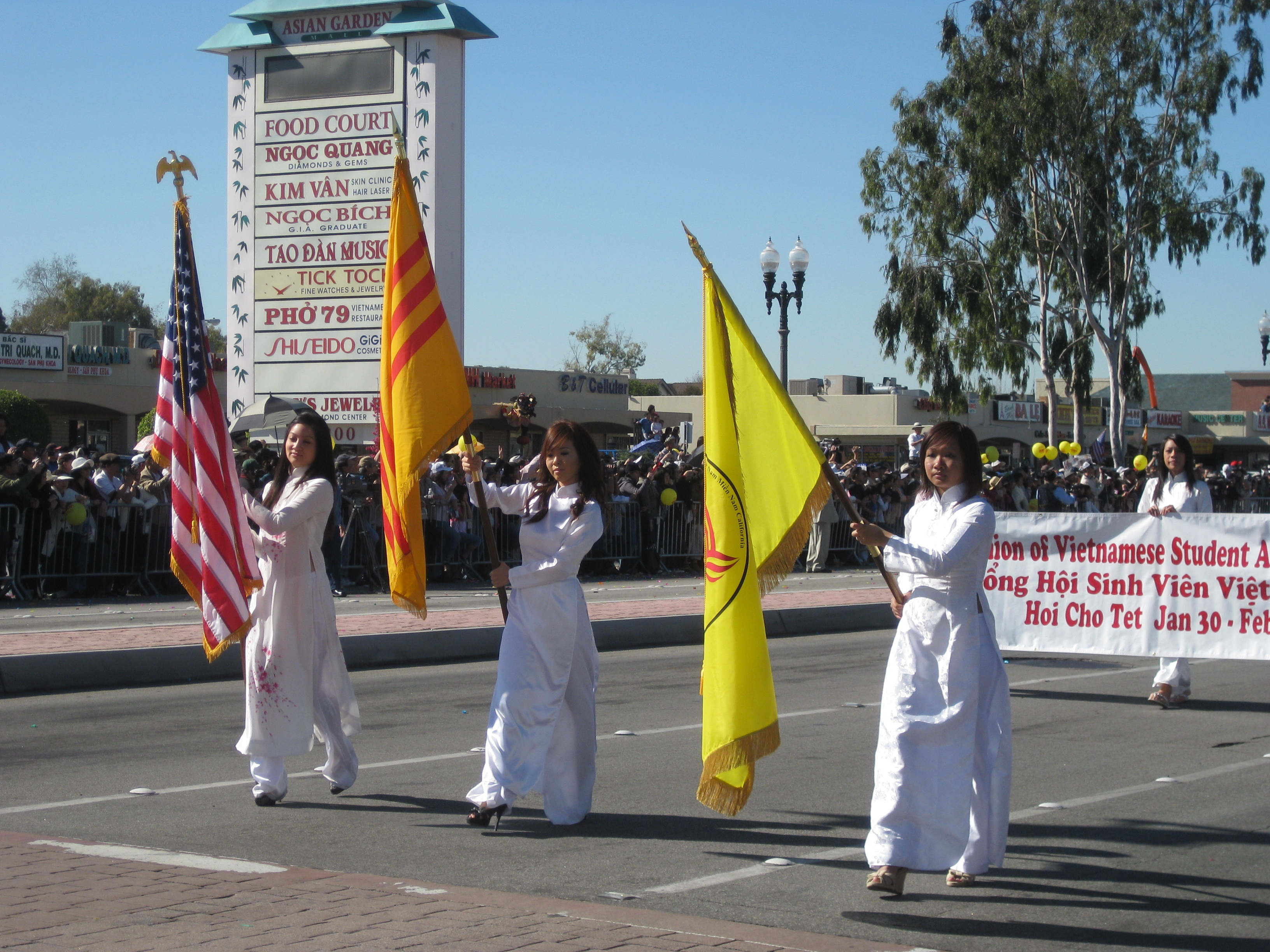
Thành viên của Tổng hội Sinh viên Việt Nam Miền Nam California diễu hành trước Hội chợ Tết tại Little Saigon, Quận Cam, California

Năm 1976 bắt đầu làn sóng người Việt di cư thứ hai cho đến giữa thập niên 1980. Ngay sau khi thống nhất Việt Nam, chính quyền mới tập trung nhiều thành phần liên quan đến chính quyền Việt Nam Cộng hòa và đưa họ đi học tập cải tạo. Những người trong trại được dạy chủ nghĩa Marx-Lenin trong từ vài ba tháng tới vài ba năm, phải lao động sản xuất để tự cấp tự túc lương thực thực phẩm. Nguyên nhân khác là chính sách kinh tế lúc đó giới hạn tối đa các quyền tự do kinh doanh của người dân, nền kinh tế bao cấp trở nên trì trệ gây ra tình trạng khốn khó cho dân chúng trong đời sống. Nguyên nhân quan trọng khác là Chiến tranh biên giới Tây Nam giữa Việt Nam và Khmer Đỏ, các tỉnh phía Nam giáp biên giới với Campuchia thường xuyên bị quân Khmer Đỏ bắn phá, tập kích khiến nhiều thường dân thiệt mạng, những người dân khác trở nên lo sợ chiến tranh sẽ lan tới nên tìm cách di tản hàng loạt. Ngoài ra, chính phủ Trung Quốc tuyên truyền cho người Việt là hãy rời khỏi Việt Nam càng sớm càng tốt vì quan hệ Việt Nam - Trung Quốc khi đó rất căng thẳng và đã có chiến tranh vào năm 1979.
Hàng trăm ngàn người chấp nhận vượt biên trong những chiếc ghe nhỏ chật chội, cực kỳ nguy hiểm trước những cơn sóng gió bất thần của biển Đông. Nếu thoát được hải tặc Thái Lan, Campuchia, hay những cơn sóng lật úp thuyền, họ thường được đến những trại tị nạn ở Thái Lan, Singapore, Indonesia, Hồng Kông hoặc Philippines, hầu đợi đi định cư ở nước thứ ba. Quốc hội Hoa Kỳ thông qua Đạo luật Người Tị nạn năm 1980 (Refugee Act of 1980), giảm bớt những giới hạn việc nhập cư, trong khi nhà nước Cộng hòa Xã hội Chủ nghĩa Việt Nam chấp nhận Chương trình Ra đi Có trật tự (Orderly Departure Program hay ODP) do Hoa Kỳ đề xuất, dưới sự điều khiển của Cao ủy Tị nạn Liên Hợp Quốc (United Nations High Commissioner for Refugees) do áp lực của quốc tế và nhu cầu đoàn tụ của nhiều người dân có thân nhân đã sinh sống tại hải ngoại. Chương trình này cho phép một số người dân rời khỏi Việt Nam một cách hợp pháp để đoàn tụ gia đình và những đạo luật của Hoa Kỳ được thông qua cho phép con cái của những quân nhân Hoa Kỳ và những cựu tù nhân chính trị và gia đình họ cũng như gia đình những người có con lai Mỹ được định cư ở Hoa Kỳ. Giữa những năm 1981 và 2000, Hoa Kỳ tiếp nhận 531.310 người tị nạn từ Việt Nam.

## Nhân khẩu

Phân bổ tiếng Việt tại Hoa Kỳ

Theo Điều tra dân số Hoa Kỳ 2000, có 1.122.528 người tự nhận là thuần gốc Việt và 1.223.736 khi tính thêm các người Việt lai với các chủng tộc khác. Trong số đó, 447.032 người (39,8%) sống ở California và 134.961 (12,0%) sống ở Texas. Nơi người gốc Việt sống đông nhất bên ngoài nước Việt Nam là Quận Cam, California, có 135.548 người Việt. Những công ty người Việt có ở khắp nơi tại Westminster và Garden Grove, còn được gọi là khu Sài Gòn Nhỏ (Little Saigon): tại Westminster họ chiếm 30,7% dân số và tại Garden Grove họ chiếm 21,4% dân số.
Người Mỹ gốc Việt là một trong những nhóm người nhập cư mới nhất tại Hoa Kỳ, cho nên họ là nhóm có tỷ lệ người lai chủng tộc khác thấp nhất trong các nhóm người Mỹ gốc Á chính. Theo điều tra năm 2000, có đến 1.009.627 người 5 tuổi trở lên tự khai rằng họ nói tiếng Việt ở nhà, làm cho tiếng Việt đứng thứ 7 trong những ngôn ngữ phổ thông tại Hoa Kỳ.
Là người tị nạn, người Mỹ gốc Việt có một tỷ lệ nhập tịch khá cao, cao nhất trong các nhóm người gốc Á châu. Trong năm 2007, 72,6% của những người sinh ngoài Hoa Kỳ là công dân, cộng thêm 37,5% số người sinh tại Hoa Kỳ dẫn đến tổng cộng 82,8% người Mỹ gốc Việt là công dân Mỹ.
Theo cuộc khảo sát năm 2007, người Mỹ gốc Việt có tỉ lệ 50,5% nữ và 49,5% nam, và tuổi trung bình là 34,5, so với 36,7 cho toàn bộ dân số Hoa Kỳ. Tỉ lệ tuổi tác cho người Mỹ gốc Việt là:
| Tuổi  | % người Mỹ gốc Việt | % người Mỹ nói chung |
| < 5   | 5                   | 6,9                  |
| 5-17  | 18                  | 17,7                 |
| 18-24 | 8,7                 | 9,9                  |
| 25-34 | 14,9                | 13,3                 |
| 35-44 | 18,4                | 14,4                 |
| 45-54 | 13,0                | 16,4                 |
| 55-64 | 9,5                 | 10,9                 |
| 65-74 | 5,1                 | 6,4                  |
| > 75  | 2,9                 | 6,1                  |

Mỗi gia đình có trung bình 3,8 người, so với 3,2 người cho người Mỹ nói chung. Số tiền thu nhập cho mỗi đầu người Mỹ gốc Việt hàng năm là 20.074 đô la, thấp hơn con số 26.688 đô la cho mỗi người Mỹ.
Tính về trình độ học vấn, người Mỹ gốc Việt có tỉ lệ người chưa tốt nghiệp trung học (26,7%) cao hơn người Mỹ nói chung (15,5%) trong số những người trên 25 tuổi - bởi vì một lượng lớn người Việt khi đến Mỹ đã đến tuổi lao động và cộng thêm tiếng Anh thì không rành. Nhưng số người Mỹ gốc Việt có bằng cử nhân (19,1%) thì cao hơn người Mỹ nói chung (17,4%) - những người Việt này phần lớn là F2, sinh ra tại Mỹ, hoặc đến Mỹ khi còn nhỏ tuổi.
Tính tới năm 2012, số người Việt nhập cư chiếm 3% tổng số dân sinh ra ở ngoại quốc, mà là 40,8 triệu người. Số người Việt di cư vào năm 1980 là khoảng 231.000 tăng tới gần 1,3 triệu vào năm 2012, trở thành số dân cư sinh ở ngoại quốc đông hạng 6 ở Hoa Kỳ, hạng 4 so với dân từ Á Châu, sau Ấn Độ, Philippines và Trung Quốc. Khoảng chừng 160 ngàn người Việt sống bất hợp pháp ở Hoa Kỳ, đứng hạng thứ 10, chiếm 1% trong khoảng 11,4 triệu người ở lậu tại đây.

## Chính trị

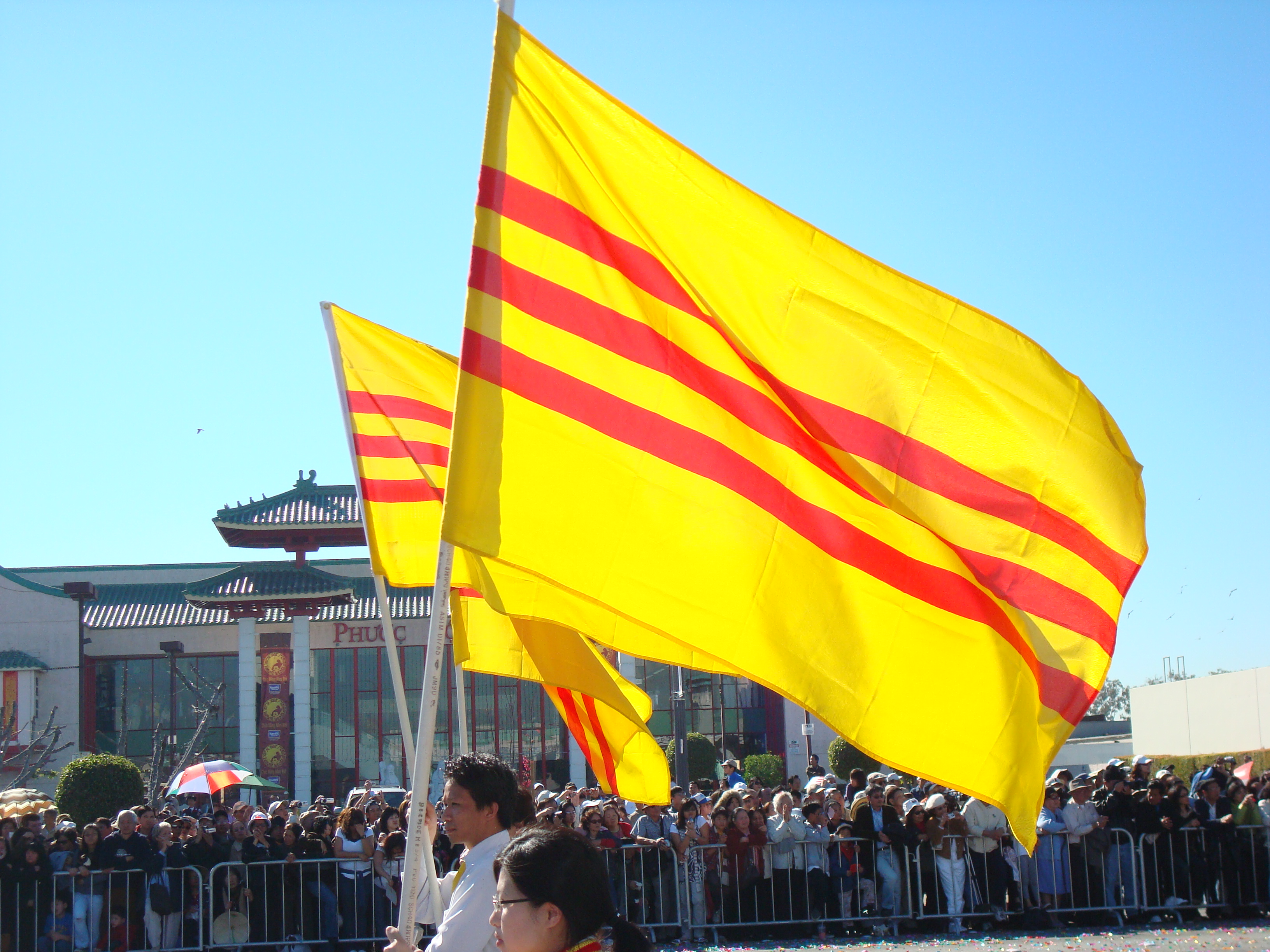
Cờ vàng ba sọc đỏ được người Mỹ gốc Việt sử dụng trong một cuộc diễu hành

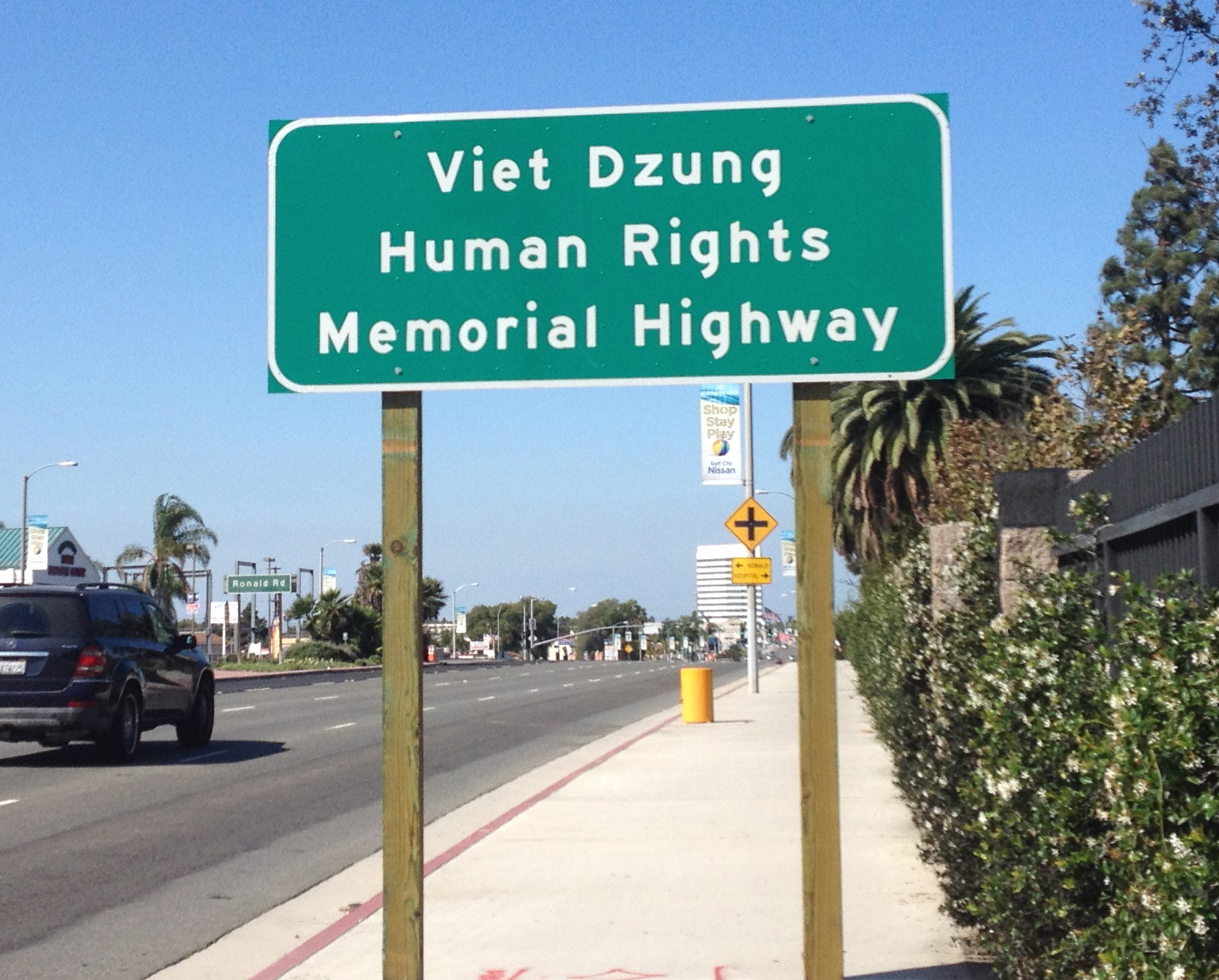
Đoạn đường Beach Boulevard gần Little Saigon, California, được đặt tên "Xa lộ Kỷ niệm Nhân quyền Việt Dzũng"

Theo một cuộc nghiên cứu năm 2008 của Học viện Manhattan, người Mỹ gốc Việt là một trong những nhóm người nhập cư có chỉ số hội nhập cao nhất tại Hoa Kỳ. Trong khi chỉ số hội nhập về văn hóa và kinh tế không có gì đặc biệt khi so với các nhóm khác (có thể vì sự khác biệt ngôn ngữ giữa tiếng Anh và tiếng Việt), chỉ số hội nhập về quyền công dân là cao nhất trong các nhóm người nhập cư đáng kể. Người Mỹ gốc Việt là những người tị nạn chính trị, xem việc về lại Việt Nam là việc bất khả thi, nên tham gia các hoạt động chính trị tại Hoa Kỳ với tỷ lệ rất cao. Người Mỹ gốc Việt có tỉ lệ nhập tịch cao nhất trong tất cả các nhóm người nhập cư: trong năm 2015, 86% số người Việt ở Mỹ có đủ điều kiện nhập tịch đã là công dân Mỹ.

### Lập trường chống Cộng
Nhiều người Mỹ gốc Việt có quan điểm chống cộng rất mạnh, nhất là những người từng tham gia quân lực Việt Nam Cộng hòa. Trong một cuộc thăm dò ý kiến cho tờ báo Orange County Register năm 2000, 71% người trả lời là việc đấu tranh chống cộng là việc "ưu tiên hàng đầu" hay "rất quan trọng" và 77% coi trọng việc thúc đẩy chính phủ Việt Nam cải thiện chính sách nhân quyền. Người Mỹ gốc Việt thường xuyên biểu tình chống chính phủ Việt Nam, lên án tình trạng nhân quyền tại Việt Nam, và biểu tình chống đối những cá nhân hay đoàn thể mà họ cho rằng ủng hộ chính quyền Việt Nam
Một thí dụ cụ thể là vào năm 1999, một cuộc biểu tình rầm rộ nhằm chống một người làm nghề cho thuê băng video tại Westminster tên là Trần Trường khi ông này treo cờ đỏ sao vàng của Cộng hòa Xã hội Chủ nghĩa Việt Nam và một bức hình của Hồ Chí Minh. Số người biểu tình lên đến 15.000 người trong một đêm, và cuộc phản đối này kéo dài 55 ngày đêm liên tục, gây nên tranh cãi về vấn đề tự do ngôn luận tại Hoa Kỳ.
Trước kia những đảng viên Dân chủ ít được người Mỹ gốc Việt ủng hộ vì họ được xem là khuynh tả hơn, nhưng gần đây họ được nhìn bằng ánh mắt thiện chí hơn bởi thế hệ thứ hai, giới trẻ hay những người có thu nhập kém hơn. Tuy nhiên, Đảng Cộng hòa vẫn giành số người ủng hộ áp đảo: tại Quận Cam số người Mỹ gốc Việt ghi danh theo Đảng Cộng hòa cao gấp đôi số người ghi danh theo Đảng Dân chủ, với tỉ lệ là 55% và 22%, và một cuộc thăm dò ý kiến toàn quốc cho thấy trong năm 2008 tỷ lệ người Mỹ gốc Việt theo đảng Cộng hòa là 29% so với 22% cho đảng Dân chủ. Trong cuộc bầu cử tổng thống Hoa Kỳ năm 2004, 72% cử tri người Mỹ gốc Việt bỏ phiếu cho ứng cử viên Cộng hòa đương nhiệm George W. Bush trong khi chỉ 28% bỏ phiếu cho ứng cử viên Dân chủ John Kerry. Trong một cuộc thăm dò ý kiến cho cuộc bầu cử tổng thống năm 2008, 2/3 trong số các cử tri Mỹ gốc Việt đã chọn ứng cử viên có ý định bầu cho ứng cử viên Cộng hòa John McCain.
Gần đây, nhiều nhóm người Mỹ gốc Việt đã vận động trong Chiến dịch Cờ Vàng thành công ở một số thành phố và tiểu bang với mục đích dùng lá cờ vàng ba sọc đỏ của Việt Nam Cộng hòa làm biểu tượng đại diện cho cộng đồng người Việt tại địa phương. Tháng 8 năm 2006, chính phủ tiểu bang California và Ohio đã thông qua đạo luật coi lá cờ này là biểu tượng cho người gốc Việt ở địa phương. Chính phủ Việt Nam phản đối việc này và đây là một trong những điểm gây ra bất đồng trong quan hệ Việt-Mỹ.
Đầu năm 2012, hơn 150.000 người Mỹ gốc Việt đã tham gia một chiến dịch ký thỉnh nguyện thư khiến Bộ Ngoại giao Mỹ chú ý. Kết quả của cuộc vận động nhân quyền lớn nhất từ trước đến nay của cộng đồng người Mỹ gốc Việt là chính phủ Hoa Kỳ phái Thứ trưởng Ngoại giao là Michael Posner mở cuộc tiếp đón 165 người vào ngày 5 tháng 3 và cam kết sẽ tiếp tục đưa vấn đề nhân quyền trong vòng đối thoại với chính phủ Việt Nam. Công văn hồi âm ghi nhận rằng: Trong khi chúng tôi tiếp tục các cuộc đối thoại với phía Việt Nam, chúng tôi đặc biệt ý thức rất rõ lập trường của cộng đồng người Việt tại Mỹ. Posner còn nhấn mạnh chính phủ Hoa Kỳ muốn tiếp tục trao đổi ý kiến với cộng đồng người Mỹ gốc Việt.
Một số nhà hoạt động như ông Ngô Thanh Nhàn đã kêu gọi những người Mỹ gốc Việt khởi kiện những nhà sản xuất chất độc da cam để đòi bồi thường, nhưng đã bị các tổ chức người Mỹ gốc Việt từ chối. Nhiều cựu binh quân lực Việt Nam Cộng hòa và con cháu họ đang bị mắc những chứng bệnh mà các cựu binh Hoa Kỳ từng bị nhiễm chất độc màu da cam mắc phải, nhưng không có vụ kiện nào được thực hiện. Những người Mỹ gốc Việt này vẫn rất trung thành với nước Mỹ, họ cho rằng sự nguy hại của chất độc màu da cam chỉ là một sự lừa bịp của Đảng cộng sản Việt Nam, và việc khởi kiện chất độc da cam là sự tiếp tay cho hành động chống lại nước Mỹ. Theo một số tổ chức cộng đồng như Ủy ban cứu Người vượt biển, việc chính quyền Hà Nội lên án quân đội Hoa Kỳ rải chất độc màu da cam xuống Việt Nam là nhằm đánh lạc hướng những chỉ trích về việc bắt giữ tù nhân chính trị.

### Vận động tham chính

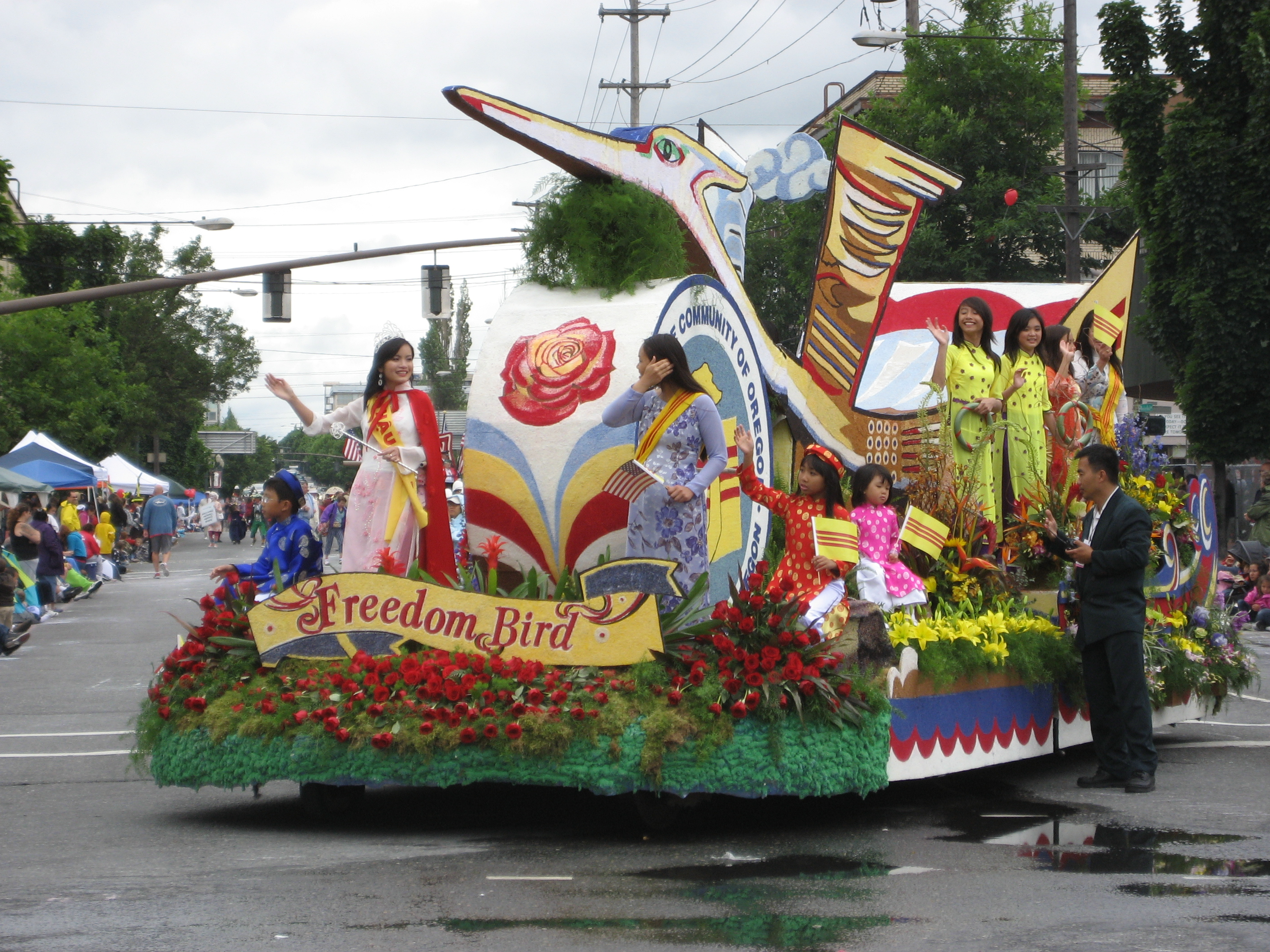
Xe hoa của cộng đồng Việt tại Lễ hoa hồng Portland 2009

Nhiều người Mỹ gốc Việt đã tham gia vào các hoạt động chính trị tại địa phương và được bầu hay bổ nhiệm vào các chức vụ như Đinh Đồng Phụng Việt, trợ lý Bộ trưởng Tư pháp dưới chính phủ của Tổng thống George W. Bush; Cao Quang Ánh, dân biểu liên bang; Trần Thái Văn, dân biểu tiểu bang California; Janet Nguyễn, giám sát viên Quận Cam; Madison Nguyễn, thành viên hội đồng thành phố San Jose, v.v. Phần lớn các vận động chính trị của cộng đồng người Mỹ gốc Việt qua các cơ quan công quyền vẫn còn lấy chủ nghĩa chống Cộng làm trọng tâm. Đáng kể là chuỗi biểu tình 52 ngày phản đối việc một người gốc Việt (ông Trần Trường) treo cờ đỏ sao vàng và hình của Hồ Chí Minh đầu năm 1999 lôi kéo 15.000 người xuống đường. Sau cuộc tổng tuyển cử năm 2008, thành phố Westminster trở thành thành phố đầu tiên có đa số thành viên trong hội đồng thành phố là người gốc Việt.
Năm 2003, Tượng đài Chiến sĩ Việt Mỹ (Vietnam War Memorial) đã được xây dựng tại Westminster để tưởng niệm các chiến sĩ Việt Nam Cộng hòa và Hoa Kỳ đã hy sinh trong Chiến tranh Việt Nam.
Tháng 5 năm 2004, hội đồng thành phố Garden Grove, tiểu bang California nhất thể bỏ phiếu thành lập khu vực "cấm những người cộng sản" (No Communist zone) với chủ ý ngăn không cho các phái đoàn nhà nước Cộng hòa Xã hội Chủ nghĩa Việt Nam công du vào vùng Little Saigon. Nếu muốn vào, luật thành phố đòi hỏi phái đoàn phải báo trước 14 ngày để cảnh sát lo an ninh, nhưng đây cũng sẽ là thời gian để cộng đồng địa phương tổ chức biểu tình chống phái đoàn.
Trong những tháng sau Bão Katrina, cộng đồng người Mỹ gốc Việt tại New Orleans, một trong những nhóm người đầu tiên trở lại thành phố, đã vận động chống đối việc thiết lập một bãi rác để chứa các mảnh vụn gần nơi cộng đồng sinh sống. Sau nhiều tháng giằng co, bãi rác được đóng cửa, và cộng đồng người Việt xem đây là một chiến thắng, trở thành một thế lực chính trị tại đây. Năm 2008, luật sư Joseph Cao Quang Ánh, một nhà hoạt động trong cộng đồng người Mỹ gốc Việt tại New Orleans, thắng cử ghế dân biểu thứ hai của Louisiana trong Hạ viện, trở thành người Mỹ gốc Việt đầu tiên được bầu vào Quốc hội Hoa Kỳ.

## Kinh tế

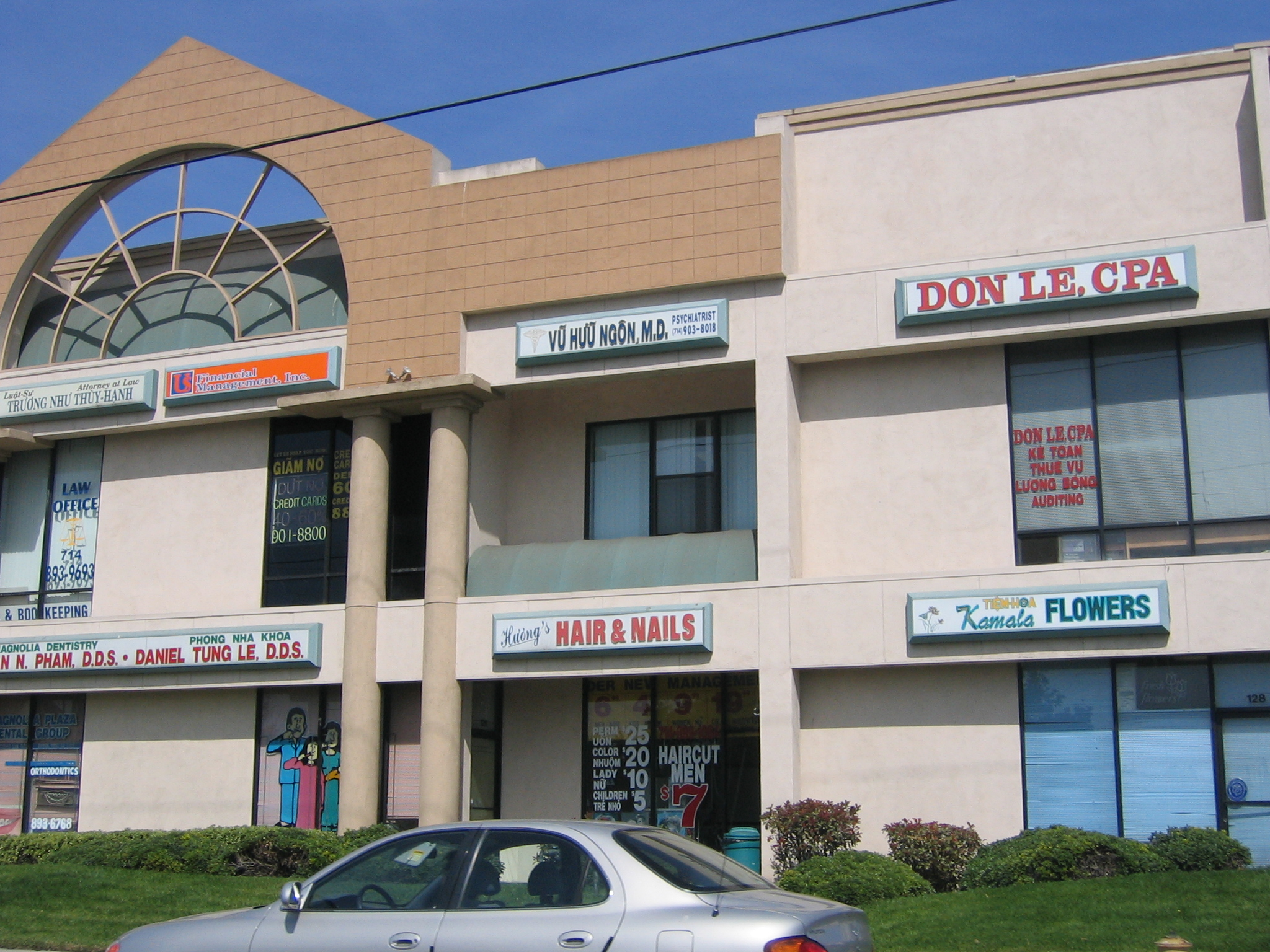
Một số văn phòng thương mại của người Mỹ gốc Việt tại Little Saigon

Theo điều tra năm 2007, 64,9% người Mỹ gốc Việt lớn tuổi hơn 16 có thể tham gia lực lượng lao động, với tỷ lệ thất nghiệp là 5,4%, thấp hơn so với tỷ lệ thất nghiệp của người Mỹ nói chung là 6,3%. 59,3% phụ nữ đủ tuổi tham gia lực lượng lao động, với tỷ lệ thất nghiệp là 4,9%.
31,5% người Mỹ gốc Việt làm nghề quản trị, nghề chuyên nghiệp, hay các công việc liên quan, thấp hơn tỷ lệ 34,6% cho người Mỹ nói chung. 24,9% theo ngành phục vụ, cao hơn người Mỹ nói chung là 16,7%. 18,4% làm việc công việc sản xuất hay vận tải, 18,4% làm việc văn phòng hay buôn bán, 6,1% theo ngành xây dựng, duy trì, hay sửa chữa, và 0,4% theo nông nghiệp, ngư nghiệp, hay lâm nghiệp. 82% người Mỹ gốc Việt làm cho các hãng tư nhân, 9,2% làm việc cho nhà nước, và 8,5% tự làm việc cho mình.
Năm 2019, mỗi gia đình người việt có thu nhập điểm giữa là 69.800 USD, xấp xỉ so với thu nhập một gia đình người Mỹ là 69.650 USD. Trong đó thu nhập trung bình của một gia đình người mỹ gốc việt sinh ra tại mỹ là 82.400 USD, và 66.000 USD cho người mỹ gốc việt sinh ra tại nước ngoài. Mỗi gia đình người Mỹ gốc Việt có trung bình 3,8 người, cao hơn số trung bình cho người Mỹ nói chung là 3,2 người. Bình quân mỗi người có thu nhập là 22.074, thấp hơn so với người Mỹ nói chung. 13,1% người Mỹ gốc Việt được xem là có lợi tức thấp.
67,3% người Mỹ gốc Việt sống tại nhà do họ sở hữu, trong khi 32,7% sống trong nhà họ thuê.
Tại một số lĩnh vực, người Việt chiếm lĩnh thị trường. Khoảng 80% thợ móng ở California và 43% toàn quốc là người Mỹ gốc Việt. Tại vùng vịnh Mexico, người Mỹ gốc Việt chiếm từ 1/3 đến một nửa các công việc ngư nghiệp. Vụ tràn dầu Deepwater Horizon năm 2010 đã ảnh hưởng tiêu cực nghiêm trọng đối với các ngư dân gốc Việt tại đây.

Theo nghiên cứu năm 2013 của Trường Đại học Brown khi so sánh sáu nhóm di dân gốc Á châu (Hoa, Ấn, Phi, Nhật, Hàn và Việt) thì người gốc Việt có thu nhập thấp nhất. Ấn Độ và Nhật Bản là hai nhóm di dân thành đạt nhất tại Mỹ, trong khi người nhập cư Việt Nam có tỷ lệ thất nghiệp cao nhất so với năm nhóm kia và cũng là cộng đồng có lợi tức và học vấn thấp hơn cả.

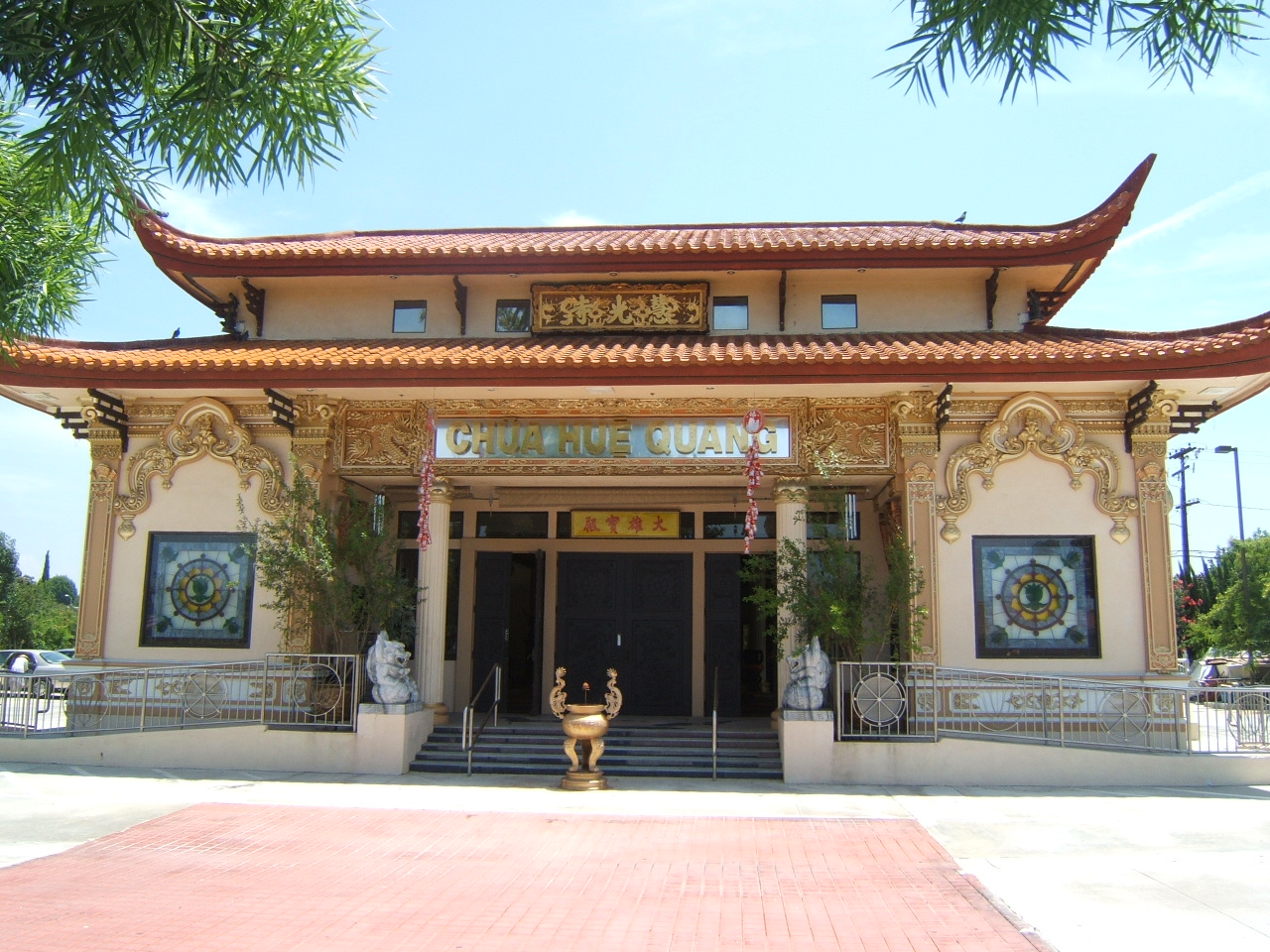
Chùa Huệ Quang, một cơ sở thờ tự Phật giáo người Mỹ gốc Việt ở Nam California

## Văn hóa và tôn giáo

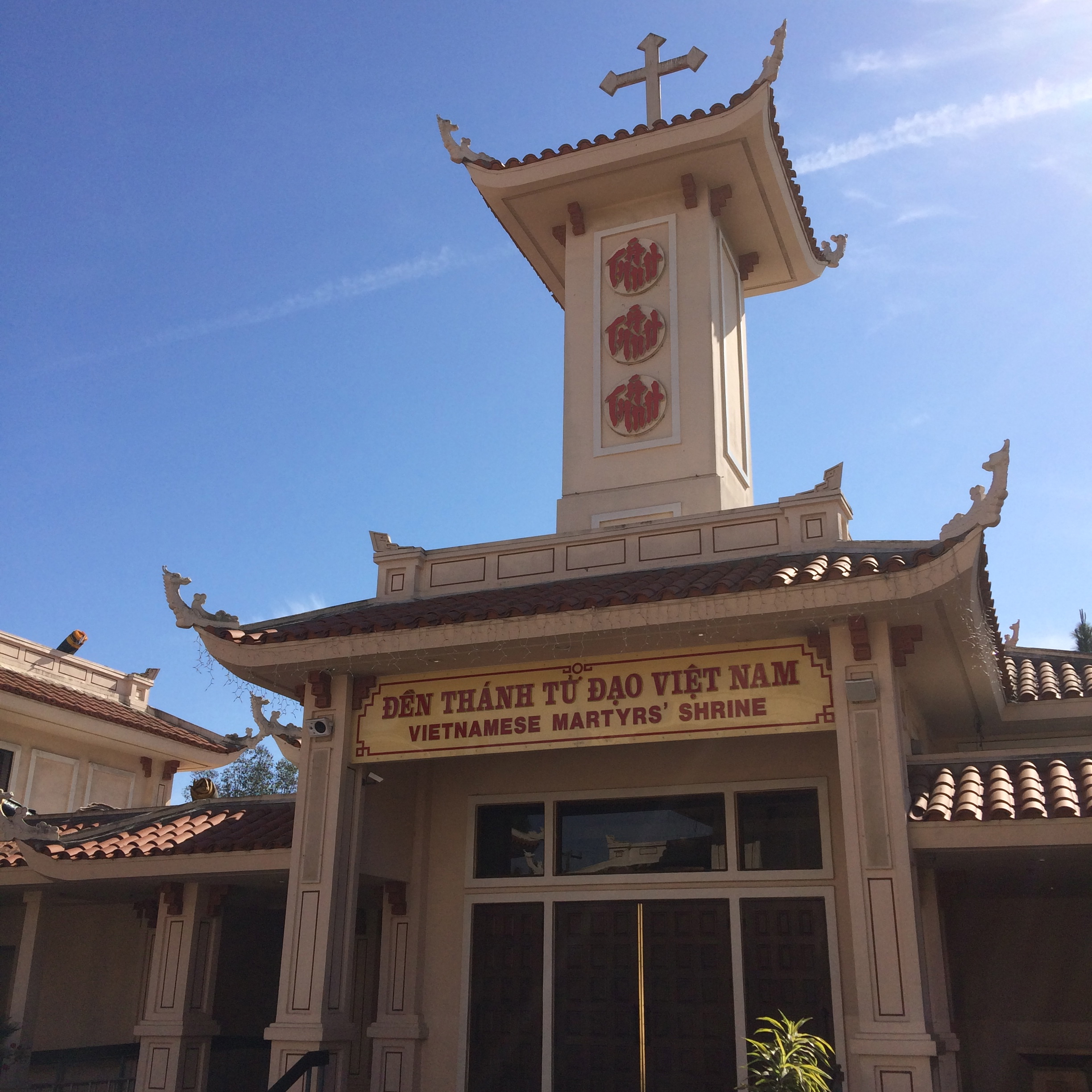
Đền Thánh tử đạo Việt Nam ở Nam California

Những sinh hoạt cộng đồng nhằm góp phần lưu giữ gốc Việt và văn hóa Việt được tổ chức thường xuyên; như giải Phượng Hoàng được tổ chức hàng năm để tuyển lựa tài năng cổ nhạc. Và những trung tâm dạy Việt ngữ được mở ra khắp nơi. Tính đến năm 2008, chỉ riêng ở miền Nam California, có tới hơn 80 trung tâm Việt Ngữ, đang tiếp nhận khoảng 17.000 học sinh theo học.
Cũng vì sự vận động của cộng đồng gốc Việt, ngày 12 Tháng Tám năm 2009 Hội đồng thành phố Westminster, California thông qua nghị quyết 4257 công nhận ngày Thứ Bảy cuối cùng mỗi Tháng Tư sẽ là "Ngày Thuyền nhân Việt Nam". Ở cấp tiểu bang thì California thông qua nghị quyết ACR-40 công bố Tháng Tư 2011 là tháng của người Mỹ gốc Việt với 6 điểm ghi nhận:
1. Hành trình tị nạn của người Việt từ năm 1975
2. Hội nhập và đóng góp giá trị của cộng đồng
3. Chùa Đức Viên ở San JoseLễ hội tết của cộng đồng người Việt ở San JoseNỗ lực tranh đấu vì lý tưởng tự do

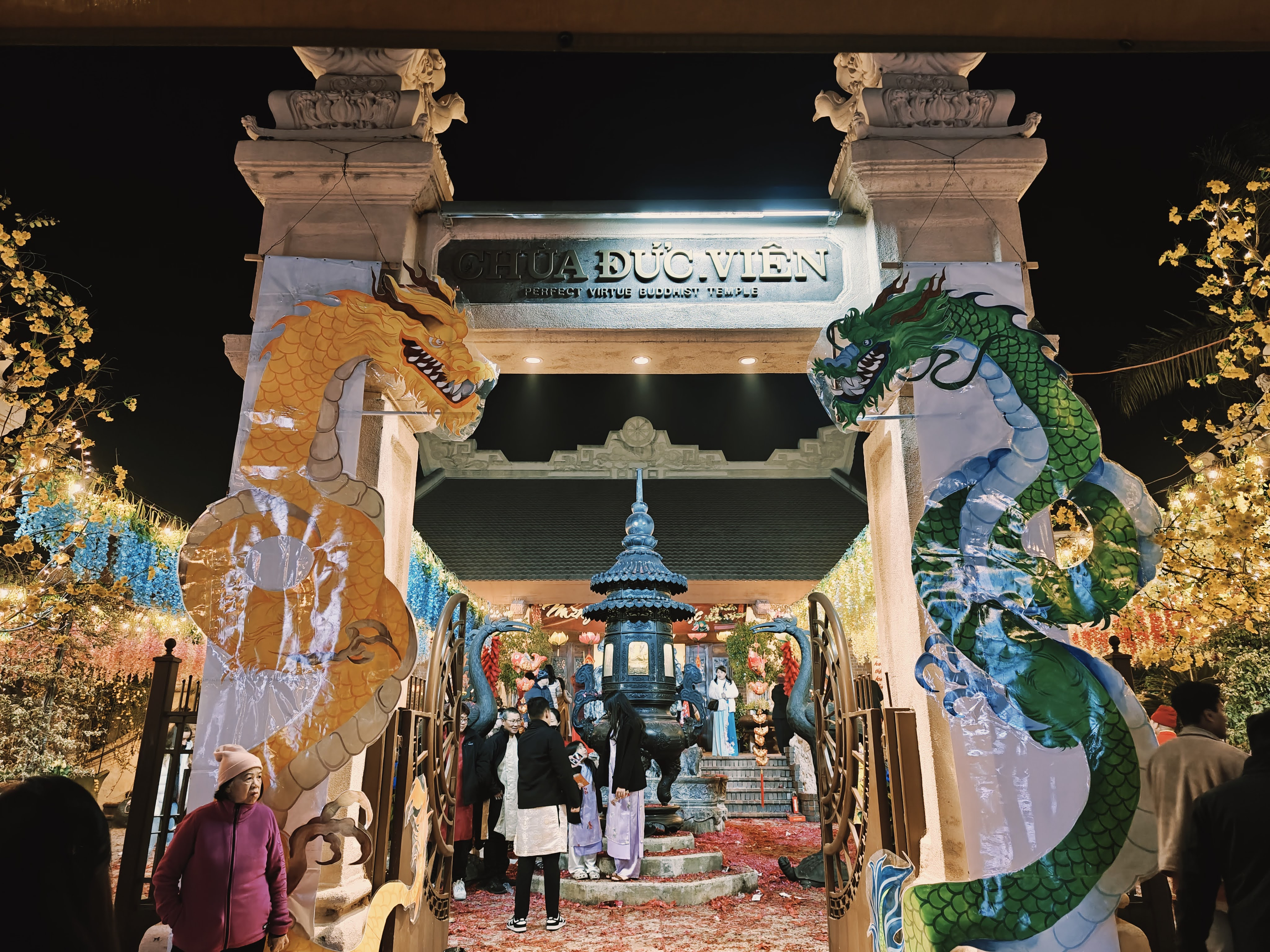
Chùa Đức Viên ở San Jose

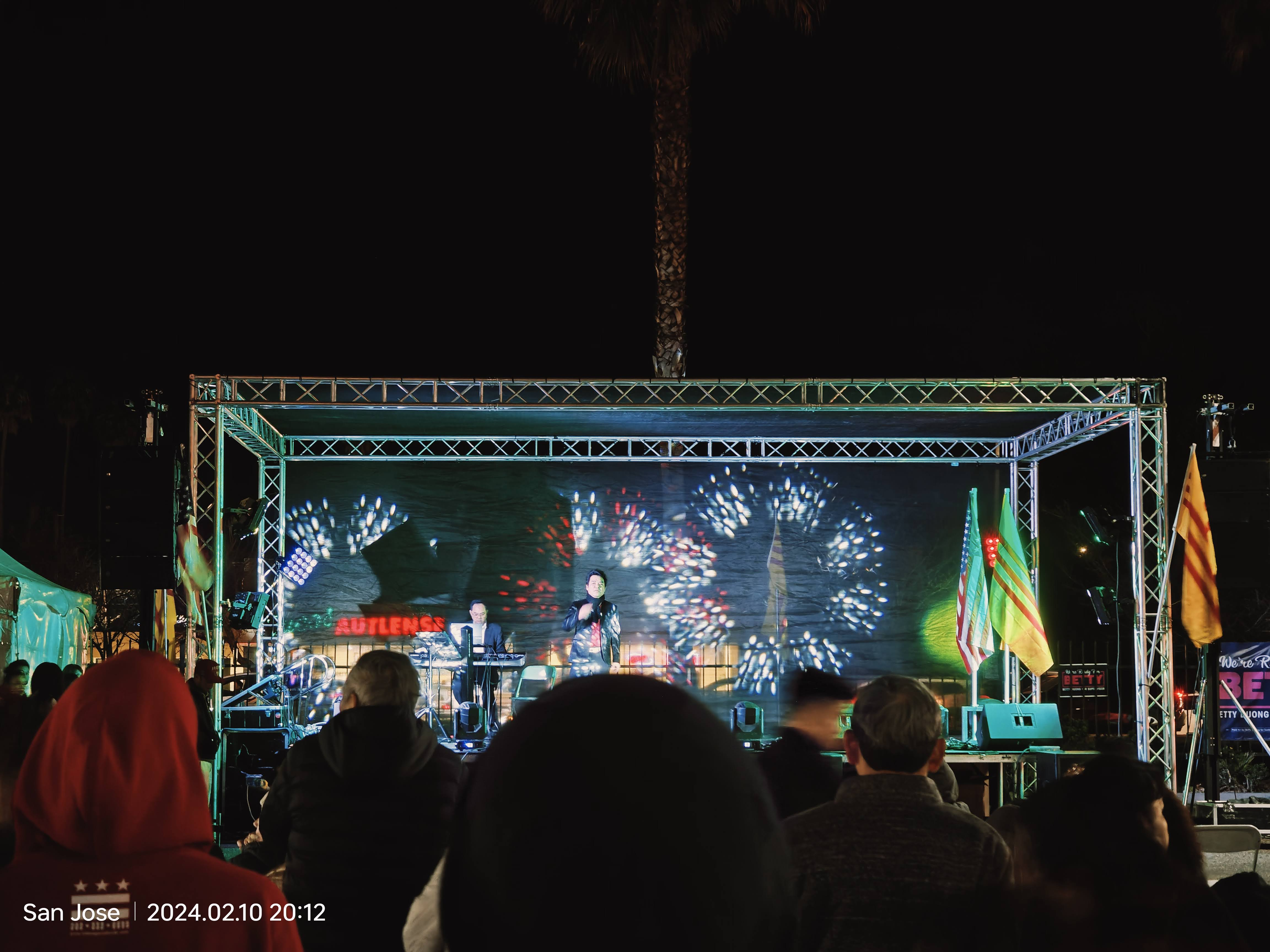
Lễ hội tết của cộng đồng người Việt ở San Jose

4. Coi lá cờ vàng ba sọc đỏ là biểu tượng của cộng đồng người Mỹ gốc Việt
5. Công nhận tuần lễ 24-30 Tháng Tư là "Tuần tưởng niệm Tháng Tư Đen"
6. Công nhận Tháng Tư, 2011 là tháng tuyên dương cộng đồng người Mỹ gốc Việt tại California.

Sinh hoạt các tôn giáo cũng phong phú và đa dạng, nhiều chùa Phật giáo và giáo xứ Công giáo được xây dựng khắp nơi. Từ năm 1978, Đại hội Thánh Mẫu của người Công giáo tổ chức hàng năm vào mùa hè tại Carthage, Missouri quy tụ khoảng 60 hay 70 ngàn người hành hương mỗi kỳ .

## Sinh hoạt cộng đồng
Người Việt tại Mỹ thường sống quây quần và có những sinh hoạt cộng đồng thường xuyên. Nhiều đoàn thể, hội ái hữu, hội đồng hương,.... và các tổ chức Hướng đạo Việt Nam, Gia đình Phật tử, Thiếu nhi Thánh Thể được thành lập khắp nơi.
Hàng năm, vào ngày Tết Nguyên Đán, đều có các cuộc diễn hành tết của cộng đổng người Việt tại khắp nơi, lớn nhất là tại San Jose do Hội Diễn hành Xuân (Vietnamese Spring Festival) tổ chức, với sự kết hợp của nhiều hội đoàn, tổ chức. Tại Garden Grove, trường Bolsa Grande High School hiện nay là địa điểm tổ chức Hội Tết Việt Nam hằng năm, với hàng trăm ngàn người tham dự, và do Tổng hội Sinh viên Việt Nam Nam Cali (UVSA) tổ chức liên tục từ năm 1982 đến nay. Từ năm 2003, Đại hội Điện ảnh Việt Nam Quốc tế (Vietnamese International Film Festival - ViFF) là một đại hội điện ảnh diễn ra hai năm một lần tại Đại học California tại Irvine và nhiều địa điểm quanh vùng Little Saigon của Quận Cam.

## Công dân Việt Nam ở Mỹ

### Du học sinh
Bản thông cáo báo chí của Đại Sứ Quán Hoa Kỳ hôm 15 tháng 11 năm 2016, lấy từ thống kê của Open Doors, hiện đang có 21,403 du học sinh Việt Nam theo học ở Hoa Kỳ, con số này đưa Việt Nam vươn lên vị trí thứ 6 trong số các quốc gia đứng đầu về du học sinh theo học tại Hoa Kỳ, so với vị trí thứ 9 của năm 2015, gia tăng đến 14.3% so với năm 2015.